# Erc mac Eochaid
Erc mac Eochaid   était le  roi du Dál Riata en Irlande jusque vers 474. 

## Contexte
Selon le Duan Albanach, Erc est le père de trois fils: Fergus Mór, Loarn et Oengus. Il doit également avoir été l'arrière grand-père de Muirchertach mac Muiredaig. La confusion provient du  matronyme de ce dernier  Macc Ercae, réputé
avoir été lié à sa mère légendaire Erca, fille de Loarn mac Eirc et qui avait épousé Muiredach mac Eógain.
le Senchus Fer n-Alban précise qu'il est le second fils d'Eochaid Muinremuir. Sa généalogie est présentée ainsi Erc est le fils de : 
Eochaid Muinremuir m. Oengusa Fir m. Feideilmid, m. d'Oengusa, m. Feideilmid m. Cormaicc m. Croithluide m. Find Féicce m. Achir m. Echdach m. Fiachach, m. Feidelmid m. Cincce m. Guaire m. Cintae m. Caibre Riata, fils de Conaire Cóem et de Sarait, la fille de Conn Cétchathach.
L'hypothèse qu'il est identifiable avec Muiredach mac Eógain et appartient donc aux Uí Néill repose sur des sources récentes , telles que les Annales des quatre maîtres. En fait les Dál Riata étaient considérés comme des Érainn ou Darini et prétendaient être les descendants du célèbre roi Érainn Conaire Mór. Il est habituel, dans les généalogies tardives, que des peuples sans lien de parenté ou liés uniquement par mariage se fondent dans un seul schéma généalogique et deviennent tous les descendants du même fondateur légendaire. Il est significatif que Erc est traditionnellement considéré comme l'ancêtre par son fils  Fergus Mor, des rois Dalriada postérieurs et par eux des Rois d'Écosse, bien que récemment cette tradition ait été remise en question.

## Sources
- (en) J.M.P. Calise Pictish Sourcebook, Documents of Medieval Legend and Dark Age History Greenwood Press (Londres 2002)  (ISBN 0313322953),   Erc  p. 221.
- (en) Marjorie Ogilvie Anderson Kings and Kingship in Early Scotland 3e réédition par John Donald Birlinn Ltd, Edinburgh (2011)  (ISBN 9781906566302) p.9, 45, 106, 135, 159, 163, 240, 257, 266, 273, 28, 288.